# 1953 en droit
Cet article présente les faits marquants de l'année 1953 en droit.

## Événements
- 3 septembre : entrée en vigueur de la Convention européenne des droits de l'homme (ou CEDH), traité international signé par les États membres du Conseil de l'Europe le 4 novembre 1950.

- Danemark :
  - 27 mars : loi de succession dictant les règles gouvernant l'ordre de succession au trône danois (il est possible pour une femme d'hériter du trône si elle n'a pas de frère) ;
  - 5 juin : révision de la Constitution ; elle institue une Chambre unique (Folketing) et prévoit le recours au référendum[1].
- France : 
  - 20 février : loi du 20 février 1953 portant amnistie, ordonnant une amnistie en faveur des soldats alsaciens enrôlés de force dans la Wehrmacht qui ont participé au massacre d'Oradour-sur-Glane le 10 juin 1944.
- Mexique : 
  - 17 octobre : droit de vote féminin[2].
- Syrie : 
  - 10 juillet : Constitution syrienne instituant un régime de gouvernement présidentiel ; abrogée en 1954[3].
- Yougoslavie
  - 28 mars : une ordonnance permet aux paysans de se retirer des coopératives avec leurs biens ;
  - 27 mai : loi limitant la taille maximale des parcelles privées à 10 hectares[4].

## Naissances
- 7 février : Tafsir Malick Ndiaye, juriste sénégalais, juge du Tribunal international du droit de la mer ;
- 27 avril : Dominique Audrerie, juriste et avocat français ;
- 2 mai : Alain Jakubowicz, avocat français ;
- 27 août : Alexandre Bastrykine, criminologue et juriste russe, président depuis 2011 le comité d'enquête de la fédération de Russie ;
- 6 septembre : Francis Gilles, juriste français, directeur des services à la présidence et aux élus à la Chambre de commerce et d'industrie de France († 7 janvier 2017) ;
- 13 octobre : Jeremy Waldron, professeur de droit et de philosophie politique néo-zélandais ;
- 22 octobre : Guido Raimondi, juriste italien, président de la Cour européenne des droits de l'homme depuis 2010.

## Décès
- 20 juillet : Martin Wolff, professeur de droit allemand, émigré en Grande-Bretagne en 1934, spécialiste en droit international privé et en droit de propriété (° 26 septembre 1872) ;
- 8 août : Robert Poplawski juriste français, spécialiste de droit pénal et de droit pharmaceutique (° 12 juillet 1886) ;
- 18 août : Jean Romieu, juriste français, président de 1918 à 1933 de la Section du contentieux du Conseil d'État (° 31 janvier 1858) ;
- 4 mars : Louis de Saboulin, juriste français actif au Maroc, avocat pénaliste,  directeur du Centre d'études juridiques de Casablanca (° 13 avril 1881) ;
- 5 août : Gaston Jèze, professeur de droit public français (né le 2 mars 1869).